# Vincarje
Vincarje so naselje v Občini Škofja Loka.